# Discografia dei Placebo
La discografia dei Placebo, gruppo musicale britannico in attività dal 1994, si compone di otto album in studio, nove raccolte, tre album dal vivo, sei EP e quaranta singoli.
Oltre agli otto album in studio, tutti classificati e certificati disco d'oro e di platino nei principali paesi europei, anche l'album dal vivo MTV Unplugged e le raccolte A Place for Us to Dream e Once More with Feeling: Singles 1996-2004 sono entrati in diverse classifiche del continente e hanno ottenuto diverse certificazioni di vendite. Buona parte dei loro singoli si è classificata in tutta Europa e in Australia, con in particolare Nancy Boy (Placebo, 1996) e Pure Morning e You Don't Care About Us (entrambi da Without You I'm Nothing, 1998) alla top 5 della classifica dei singoli britannica.

## Album

### Album in studio
| Anno                                                                          | Titolo | Classifiche | Classifiche | Classifiche | Classifiche | Classifiche | Classifiche | Classifiche | Classifiche | Classifiche | Classifiche | Certificazioni                                                               |
| Anno                                                                          | Titolo | UK          | AUS         | AUT         | BEL         | DEU         | FRA         | ITA         | NLD         | NZL         | SWI         | Certificazioni                                                               |
| ----------------------------------------------------------------------------- | --- | ----------- | ----------- | ----------- | ----------- | ----------- | ----------- | ----------- | ----------- | ----------- | ----------- | ---------------------------------------------------------------------------- |
| 1996                                                                          | Placebo - Pubblicato: 17 giugno - Etichetta: Caroline, Virgin, Elevator Music, Hut Recordings - Formato: CD, CD+DVD, MC, LP, download digitale         | 5           | —           | —           | —           | —           | 50          | —           | —           | —           | —           | - UK: Oro - BEL: Oro - FRA: Oro                                              |
| 1998                                                                          | Without You I'm Nothing - Pubblicato: 12 ottobre - Etichetta: Virgin, Elevator Music, Hut Recordings - Formato: CD, MC, LP, download digitale          | 7           | 14          | 43          | 26          | 55          | 7           | —           | 65          | 15          | 95          | - UK: Platino - AUS: Platino - BEL: Platino - EUR: Platino - FRA: Oro (2)    |
| 2000                                                                          | Black Market Music - Pubblicato: 8 maggio - Etichetta: Virgin, Elevator Music, Hut Recordings - Formato: CD, MC, LP, download digitale                 | 6           | 18          | 7           | 10          | 4           | 1           | 9           | 28          | 22          | 15          | - UK: Oro - AUS: Oro - BEL: Platino - DEU: Oro - SWI: Oro                    |
| 2003                                                                          | Sleeping with Ghosts - Pubblicato: 1º aprile - Etichetta: Virgin, Elevator Music, Hut Recordings, Astralwerks - Formato: CD, MC, LP, download digitale | 11          | 11          | 6           | 4           | 2           | 1           | 6           | 19          | 37          | 3           | - UK: Oro - AUT: Oro - BEL: Oro - DEU: Platino - FRA: Platino (2) - SWI: Oro |
| 2006                                                                          | Meds - Pubblicato: 13 marzo - Etichetta: Virgin, Elevator Music, EMI, Astralwerks - Formato: CD, CD+DVD, MC, LP, download digitale                     | 7           | 4           | 1           | 1           | 2           | 1           | 4           | 19          | 37          | 3           | - UK: Oro - AUT: Oro - BEL: Oro - DEU: Platino - GRC: Oro - SWI: Platino     |
| 2009                                                                          | Battle for the Sun - Pubblicato: 8 giugno - Etichetta: Dreambrother Ltd., Elevator Music, Vagrant - Formato: CD, CD+DVD, LP, download digitale         | 8           | 8           | 1           | 1           | 1           | 1           | 5           | 5           | 14          | 1           | - UK: Argento - DEU: Oro                                                     |
| 2013                                                                          | Loud Like Love - Pubblicato: 16 settembre - Etichetta: Vertigo, Universal - Formato: CD, CD+DVD, LP, download digitale                                 | 13          | 9           | 2           | 2           | 3           | 3           | 2           | 7           | 31          | 1           | - AUT: Oro - DEU: Oro                                                        |
| 2022                                                                          | Never Let Me Go - Pubblicato: 25 marzo - Etichetta: SO Recordings, Rise, Elevator Lady - Formato: CD, MC, LP, download digitale                        | 3           | 10          | 1           | 4           | 1           | 2           | 8           | 1           | 40          | 1           |                                                                              |
| "—" indica una pubblicazione non classificata o non pubblicata in quel Paese. | |             |             |             |             |             |             |             |             |             |             |                                                                              |

### Album dal vivo
| Anno                                                                          | Titolo | Classifiche | Classifiche | Classifiche | Classifiche | Classifiche | Classifiche | Classifiche |
| Anno                                                                          | Titolo | AUT         | BEL         | DEU         | FRA         | ITA         | NLD         | SWI         |
| ----------------------------------------------------------------------------- | --- | ----------- | ----------- | ----------- | ----------- | ----------- | ----------- | ----------- |
| 2009                                                                          | iTunes Live: London Festival '09 - Pubblicato: 7 dicembre - Etichetta: Dreambrother Ltd. - Formato: download digitale | —           | —           | —           | —           | —           | —           | —           |
| 2015                                                                          | MTV Unplugged - Pubblicato: 27 novembre - Etichetta: Vertigo - Formato: CD, LP, DVD, BD, download digitale            | 21          | 19          | 6           | 59          | 33          | 43          | 13          |
| 2023                                                                          | Placebo Live - Pubblicato: 15 dicembre - Etichetta: SO Recordings, Silva Screen - Formato: LP+CD+BD                   | —           | —           | —           | —           | —           | —           | —           |
| "—" indica una pubblicazione non classificata o non pubblicata in quel Paese. | |             |             |             |             |             |             |             |

### Raccolte
| Anno                                                                          | Titolo | Classifiche | Classifiche | Classifiche | Classifiche | Classifiche | Classifiche | Classifiche | Classifiche | Classifiche | Classifiche | Certificazioni                          |
| Anno                                                                          | Titolo | UK          | AUS         | AUT         | BEL         | DEU         | FRA         | ITA         | NLD         | NZL         | SWI         | Certificazioni                          |
| ----------------------------------------------------------------------------- | --- | ----------- | ----------- | ----------- | ----------- | ----------- | ----------- | ----------- | ----------- | ----------- | ----------- | --------------------------------------- |
| 2003                                                                          | Covers - Pubblicato: 22 settembre - Etichetta: Virgin, Elevator Music, Hut Recordings - Formato: CD, MC, LP, download digitale                                    | —           | —           | —           | —           | —           | —           | 99          | —           | —           | —           | - DEU: Oro                              |
| 2004                                                                          | Once More with Feeling: Singles 1996-2004 - Pubblicato: 25 ottobre - Etichetta: Virgin, EMI, Elevator Music, Astralwerks - Formato: CD, MC, LP, download digitale | 8           | 30          | 8           | 5           | 14          | —           | 8           | 66          | 33          | 4           | - UK: Platino - DEU: Oro - FRA: Oro (2) |
| 2011                                                                          | B-Sides 1996-2006 - Pubblicato: 15 marzo - Etichetta: Virgin, Elevator Music, Hut Recordings - Formato: CD                                                        | —           | —           | —           | —           | —           | —           | —           | —           | —           | —           |                                         |
| 2015                                                                          | Placebo: B-Sides - Pubblicato: 31 luglio - Etichetta: Elevator Lady - Formato: download digitale                                                                  | —           | —           | —           | —           | —           | —           | —           | —           | —           | —           |                                         |
| 2015                                                                          | Without You I'm Nothing: B-Sides - Pubblicato: 25 settembre - Etichetta: Elevator Lady - Formato: download digitale                                               | —           | —           | —           | —           | —           | —           | —           | —           | —           | —           |                                         |
| 2015                                                                          | Black Market Music: B-Sides - Pubblicato: 27 novembre - Etichetta: Elevator Lady - Formato: download digitale                                                     | —           | —           | —           | —           | —           | —           | —           | —           | —           | —           |                                         |
| 2016                                                                          | Sleeping with Ghosts: B-Sides - Pubblicato: 19 febbraio - Etichetta: Elevator Lady - Formato: download digitale                                                   | —           | —           | —           | —           | —           | —           | —           | —           | —           | —           |                                         |
| 2016                                                                          | Meds: B-Sides - Pubblicato: 8 aprile - Etichetta: Elevator Lady - Formato: download digitale                                                                      | —           | —           | —           | —           | —           | —           | —           | —           | —           | —           |                                         |
| 2016                                                                          | A Place for Us to Dream - Pubblicato: 7 ottobre - Etichetta: Rise, Elevator Lady - Formato: CD, LP, download digitale                                             | 21          | —           | 28          | 28          | 10          | 29          | 17          | —           | —           | 16          |                                         |
| "—" indica una pubblicazione non classificata o non pubblicata in quel Paese. | |             |             |             |             |             |             |             |             |             |             |                                         |

## Extended play
| 2006                                                                          | Live at La Cigale - Pubblicato: 2 ottobre - Etichetta: Virgin, EMI, Elevator - Formato: CD, download digitale      | —  | —  | —  | —  | —  |
| 2007                                                                          | Exclusive Session - Pubblicato: 29 gennaio - Etichetta: Virgin - Formato: download digitale                        | —  | —  | —  | —  | —  |
| 2007                                                                          | Extended Play '07 - Pubblicato: 31 luglio - Etichetta: Virgin, Elevator - Formato: CD                              | —  | —  | —  | —  | —  |
| 2011                                                                          | Live at Angkor Wat - Pubblicato: 12 dicembre - Etichetta: Elevator Lady - Formato: download digitale               | —  | —  | —  | —  | —  |
| 2012                                                                          | B3 EP - Pubblicato: 15 ottobre - Etichetta: Vertigo - Formato: CD, 10", download digitale                          | 65 | —  | 39 | 66 | 25 |
| 2016                                                                          | Life's What You Make It - Pubblicato: 7 ottobre - Etichetta: Rise, Elevator Lady - Formato: 12", download digitale | —  | 66 | —  | —  | —  |
| "—" indica una pubblicazione non classificata o non pubblicata in quel Paese. | |    |    |    |    |    |

## Singoli
| Anno                                                                          | Titolo                                              | Classifiche | Classifiche | Classifiche | Classifiche | Classifiche | Classifiche | Classifiche | Classifiche | Classifiche | Certificazioni | Album di provenienza                      |
| Anno                                                                          | Titolo                                              | UK          | AUS         | AUT         | BEL         | DEU         | FRA         | IRE         | ITA         | SWI         | Certificazioni | Album di provenienza                      |
| ----------------------------------------------------------------------------- | --------------------------------------------------- | ----------- | ----------- | ----------- | ----------- | ----------- | ----------- | ----------- | ----------- | ----------- | -------------- | ----------------------------------------- |
| 1995                                                                          | Bruise Pristine/m.e.l.t.d.o.w.n. (split con i Soup) | —           | —           | —           | —           | —           | —           | —           | —           | —           |                | /                                         |
| 1996                                                                          | Come Home                                           | 86          | —           | —           | —           | —           | —           | —           | —           | —           |                | Placebo                                   |
| 1996                                                                          | 36 Degrees                                          | 83          | —           | —           | —           | —           | —           | —           | —           | —           |                | Placebo                                   |
| 1996                                                                          | Teenage Angst                                       | 30          | —           | —           | —           | —           | —           | —           | —           | —           |                | Placebo                                   |
| 1997                                                                          | Nancy Boy                                           | 4           | —           | —           | —           | —           | —           | —           | —           | —           |                | Placebo                                   |
| 1997                                                                          | Bruise Pristine                                     | 13          | —           | —           | —           | —           | —           | —           | —           | —           |                | Placebo                                   |
| 1998                                                                          | Pure Morning                                        | 4           | 49          | —           | —           | —           | —           | —           | —           | —           | - UK: Argento  | Without You I'm Nothing                   |
| 1998                                                                          | You Don't Care About Us                             | 5           | —           | —           | —           | —           | —           | —           | —           | —           |                | Without You I'm Nothing                   |
| 1999                                                                          | Every You Every Me                                  | 11          | 46          | —           | —           | 99          | —           | —           | —           | —           | - UK: Argento  | Without You I'm Nothing                   |
| 1999                                                                          | Without You I'm Nothing (feat. David Bowie)         | —           | 52          | —           | —           | —           | 79          | —           | —           | —           |                | Without You I'm Nothing                   |
| 1999                                                                          | Burger Queen Français                               | —           | —           | —           | 57          | —           | 78          | —           | —           | —           |                | Without You I'm Nothing                   |
| 2000                                                                          | Taste in Men                                        | 16          | 69          | —           | —           | —           | 54          | —           | 11          | —           |                | Black Market Music                        |
| 2000                                                                          | Slave to the Wage                                   | 19          | —           | —           | —           | 92          | 63          | 49          | 30          | —           |                | Black Market Music                        |
| 2001                                                                          | Special K                                           | —           | 50          | —           | —           | —           | 60          | —           | 18          | —           |                | Black Market Music                        |
| 2001                                                                          | Black Eyed                                          | —           | —           | —           | —           | 94          | —           | —           | —           | —           |                | Black Market Music                        |
| 2003                                                                          | The Bitter End                                      | 12          | 47          | —           | 65          | 34          | 31          | 39          | 16          | 53          |                | Sleeping with Ghosts                      |
| 2003                                                                          | This Picture                                        | 23          | 52          | —           | —           | 75          | 63          | —           | 42          | —           |                | Sleeping with Ghosts                      |
| 2003                                                                          | Special Needs                                       | 27          | —           | —           | 68          | 71          | 67          | —           | 25          | —           |                | Sleeping with Ghosts                      |
| 2004                                                                          | English Summer Rain                                 | 23          | —           | —           | —           | —           | —           | 49          | —           | 98          |                | Sleeping with Ghosts                      |
| 2004                                                                          | Protège-moi                                         | —           | —           | —           | 17          | —           | 18          | —           | —           | 26          |                | Once More with Feeling: Singles 1996-2004 |
| 2004                                                                          | Twenty Years                                        | 18          | —           | 59          | —           | 52          | 54          | 39          | 20          | 50          |                | Once More with Feeling: Singles 1996-2004 |
| 2006                                                                          | Because I Want You                                  | 13          | —           | —           | —           | —           | —           | 36          | —           | —           |                | Meds                                      |
| 2006                                                                          | Song to Say Goodbye                                 | —           | 30          | —           | 49          | 35          | 41          | —           | 5           | 38          |                | Meds                                      |
| 2006                                                                          | Infra-Red                                           | 42          | 52          | —           | —           | 75          | —           | —           | 40          | —           |                | Meds                                      |
| 2006                                                                          | Meds (feat. Alison Mosshart)                        | 35          | —           | —           | 62          | 83          | —           | 32          | 78          | —           |                | Meds                                      |
| 2009                                                                          | For What It's Worth                                 | 97          | 88          | —           | 23          | 32          | 25          | —           | 46          | 33          |                | Battle for the Sun                        |
| 2009                                                                          | The Never-Ending Why                                | —           | —           | —           | 63          | —           | —           | —           | —           | —           |                | Battle for the Sun                        |
| 2009                                                                          | Ashtray Heart                                       | —           | —           | —           | 75          | 66          | 44          | —           | —           | —           |                | Battle for the Sun                        |
| 2010                                                                          | Bright Lights                                       | —           | —           | —           | —           | 62          | 92          | —           | —           | —           |                | Battle for the Sun                        |
| 2012                                                                          | B3                                                  | —           | —           | 35          | 124         | —           | 53          | —           | 73          | —           |                | B3 EP                                     |
| 2013                                                                          | Too Many Friends                                    | —           | —           | 51          | 46          | 14          | 31          | —           | 58          | —           |                | Loud Like Love                            |
| 2013                                                                          | Loud Like Love                                      | —           | —           | —           | 64          | —           | 151         | —           | —           | —           |                | Loud Like Love                            |
| 2014                                                                          | A Million Little Pieces                             | —           | —           | —           | 117         | —           | —           | —           | —           | —           |                | Loud Like Love                            |
| 2016                                                                          | I Know (2008 Version)                               | —           | —           | —           | —           | —           | —           | —           | —           | —           |                | A Place for Us to Dream                   |
| 2016                                                                          | Jesus' Son                                          | —           | —           | —           | —           | —           | —           | —           | —           | —           |                | A Place for Us to Dream                   |
| 2021                                                                          | Beautiful James                                     | —           | —           | —           | —           | —           | —           | —           | —           | —           |                | Never Let Me Go                           |
| 2021                                                                          | Surrounded by Spies                                 | —           | —           | —           | —           | —           | —           | —           | —           | —           |                | Never Let Me Go                           |
| 2022                                                                          | Try Better Next Time                                | —           | —           | —           | —           | —           | —           | —           | —           | —           |                | Never Let Me Go                           |
| 2022                                                                          | Happy Birthday in the Sky                           | —           | —           | —           | —           | —           | —           | —           | —           | —           |                | Never Let Me Go                           |
| 2022                                                                          | Shout                                               | —           | —           | —           | —           | —           | —           | —           | —           | —           |                | /                                         |
| "—" indica una pubblicazione non classificata o non pubblicata in quel Paese. |                                                     |             |             |             |             |             |             |             |             |             |                |                                           |

## Altri brani entrati in classifica
| Anno | Titolo               | Classifiche | Classifiche | Classifiche | Certificazioni | Album di provenienza |
| Anno | Titolo               | UK          | AUS         | IRE         | Certificazioni | Album di provenienza |
| ---- | -------------------- | ----------- | ----------- | ----------- | -------------- | -------------------- |
| 2007 | Running Up That Hill | 44          | 81          | 36          | - UK: Argento  | Covers               |

## Videografia

### Album video
- 2003 – Soulmates Never Die - Live in Paris 2003
- 2004 – Once More with Feeling: Videos 1996-2004
- 2009 – Live at Angkor Wat
- 2011 – We Come in Pieces
- 2013 – Live at RAK Studios
- 2014 – Alternative Video Album
- 2015 – MTV Unplugged

### Video musicali
| Anno | Titolo                                               | Regista                        |
| ---- | ---------------------------------------------------- | ------------------------------ |
| 1996 | Come Home                                            | Robert Lloyd                   |
| 1996 | 36 Degrees                                           | Chris Cunningham               |
| 1997 | Teenage Angst                                        | Trevor Robinson                |
| 1997 | Nancy Boy                                            | Howard Greenhalgh              |
| 1997 | Bruise Pristine                                      | Howard Greenhalgh              |
| 1998 | Pure Morning                                         | Nick Gordon                    |
| 1998 | You Don't Care About Us                              | John Hillcoat                  |
| 1999 | Every You Every Me                                   | Matthew Amos                   |
| 1999 | Without You I'm Nothing (feat. David Bowie)          | Russel Thomas                  |
| 2000 | Taste in Men                                         | Barbara McDonough              |
| 2000 | Slave to the Wage                                    | Howard Greenhalgh              |
| 2001 | Special K                                            | Howard Greenhalgh              |
| 2001 | Black Eyed                                           | Vanessa Jopp                   |
| 2003 | The Bitter End                                       | Howard Greenhalgh              |
| 2003 | This Picture                                         | Howard Greenhalgh              |
| 2003 | Special Needs                                        | Paul Gore                      |
| 2004 | English Summer Rain                                  | Grégoire Pinard                |
| 2004 | Protège-moi                                          | Gaspar Noé                     |
| 2004 | Twenty Years                                         | Simon Cracknell                |
| 2006 | Because I Want You                                   | Russell Thomas                 |
| 2006 | Song to Say Goodbye                                  | Phillipe André                 |
| 2006 | Infra-Red                                            | Ed Holdsworth                  |
| 2006 | Meds                                                 | David Mould                    |
| 2006 | Follow the Cops Back Home                            | Daniel Askill                  |
| 2007 | Running Up That Hill                                 | Placebo                        |
| 2009 | For What It's Worth                                  | Howard Greenhalgh              |
| 2009 | Ashtray Heart                                        | Rob Chandler                   |
| 2009 | The Never-Ending Why                                 | Champagne Valentine            |
| 2010 | Bright Lights                                        | Heroes for Zeroes              |
| 2010 | Protège-moi (Live)                                   | Done and Dusted                |
| 2012 | B3                                                   | Eric Epstein                   |
| 2013 | Too Many Friends                                     | Saman Kesh                     |
| 2014 | Scene of the Crime (Alternate Director Version)      | Rebecca Rice                   |
| 2014 | Too Many Friends (Alternate Director Version)        | Duncan Roe                     |
| 2014 | Hold on to Me (Alternate Director Version)           | Patrik Andersson Winberg       |
| 2014 | Rob the Bank (Alternate Director Version)            | Diego Contreras e Dave Ramirez |
| 2014 | A Million Little Pieces (Alternate Director Version) | Wolf Jaiser                    |
| 2014 | Exit Wounds (Alternate Director Version)             | Charlie Targett-Adams          |
| 2014 | Purify (Alternate Director Version)                  | A.J. Gómez e Victoria Velarde  |
| 2014 | Begin the End (Alternate Director Version)           | Piper Ferguson                 |
| 2014 | Bosco (Alternate Director Version)                   | Kyle Salazar                   |
| 2014 | Loud Like Love                                       | Saman Kesh                     |
| 2014 | A Million Little Pieces                              | Ben Reed                       |
| 2016 | Jesus' Son                                           | Joe Connor                     |
| 2016 | Every You Every Me (Unreleased Promo Video)          | ?                              |
| 2017 | Life's What You Make It                              | Sasha Rainbow                  |
| 2021 | Surrounded by Spies                                  | Gregg Houston                  |
| 2021 | Beautiful James                                      | Gregg Houston                  |
| 2022 | Try Better Next Time                                 | Oscar Sansom                   |